# نظام الطرق السريعة بين الولايات (الولايات المتحدة)
نظام الطرق السريعة بين الولايات (Interstate Highway System) شبكة من الطرق السيارة والتي تشكل جزءاً من نظام الطرق السريعة الوطني في الولايات المتحدة. يمتد النظام في جميع أنحاء الولايات الأمريكية المتجاورة ولها طرق في هاواي وألاسكا وبورتوريكو.